# Fabas (Ariège)
Fabas (Okzitanisch: Havars) ist eine französische Gemeinde mit 353 Einwohnern (Stand: 1. Januar 2022) im Département Ariège in der Region Okzitanien; sie gehört zum Arrondissement Saint-Girons, zum Gemeindeverband Couserans-Pyrénées und zum Kanton Portes du Couserans. Die Einwohner werden Fabasiens/Fabasiennes genannt.

## Geografie
Fabas liegt rund 61 Kilometer südwestlich der Stadt Toulouse im Nordwesten des Départements Ariège an der Grenze zum Département Haute-Garonne. Die Gemeinde besteht aus dem Dorf Fabas, den Weilern Bardau und Tané, Streusiedlungen sowie Einzelgehöften. Der Fluss Lens durchquert die Gemeinde in westlicher Richtung und bildet streckenweise die Gemeindegrenze. Fabas liegt innerhalb des Regionalen Naturparks Pyrénées Ariégeoises in den Kleinen Pyrenäen (frz. Petites Pyrenées). Weite Teile der Gemeinde sind bewaldet. Verkehrstechnisch liegt die Gemeinde fernab von überregionalen Verkehrsverbindungen.
Umgeben wird Fabas von den Nachbargemeinden Sainte-Croix-Volvestre im Nordosten und Osten, Tourtouse und Bagert im Süden, Betchat im Südwesten, Cérizols im Westen sowie Saint-Michel und Le Plan (beide im Département Haute-Garonne) im Nordwesten.

## Geschichte
Im Spätmittelalter kamen Glasbläser in die Gemeinde. Sie bauten im Nebenerwerb auch Getreidespeicher. Wie alle Gemeinden der Region erlitt Fabas in den Religionskriegen Zerstörungen. Im Mittelalter lag der Ort innerhalb der Provinz Volvestre, die wiederum ein Teil der Provinz Languedoc war. Die Gemeinde gehörte von 1793 bis 1801 zum District Saint-Girons. Zudem lag Fabas von 1793 bis 2015 innerhalb des Kantons Sainte-Croix-Volvestre. Die Gemeinde ist seit 1801 dem Arrondissement Saint-Girons zugeteilt.  

### Bevölkerungsentwicklung
| Jahr                       | 1962 | 1968 | 1975 | 1982 | 1990 | 1999 | 2006 | 2019 |
| Einwohner                  | 321  | 268  | 310  | 336  | 327  | 306  | 316  | 349  |
| Quellen: Cassini und INSEE |      |      |      |      |      |      |      |      |

## Sehenswürdigkeiten
- Markthalle La Halle
- Schloss Château de Poudelay mit Kapelle, seit 2007 ein Monument historique[2]
- Kirche Saint-Pé-d’Arès (auch Église de l’Assomption de la Vierge oder Notre-Dame-de-l’Assomption) aus dem 14. Jahrhundert, seit 1950 ein Monument historique[3]
- Denkmal für die Gefallenen[4]
- Lavoir (Waschhaus)
- zwei Wegkreuze